# Sägmühlen
Sägmühlen ist ein Wohnplatz sowie eine ehemalige Mühle in der Gemarkung des Freudenberger Stadtteils Boxtal im Main-Tauber-Kreis in Baden-Württemberg. Am Wohnplatz befindet sich ein Sägewerk der Firma Grein GmbH & Co. KG.

## Geographie
Der Wohnplatz liegt am Wildbach, einem etwa 10 Kilometer langen Zufluss des Mains. Sägmühlen ist über die K 2879 zu erreichen.
Die umgebenden Orte sind Boxtal nach etwa einem Kilometer im Norden, Wessental nach etwa 2 Kilometern im Südsüdwesten und Rauenberg nach etwa zwei Kilometern im Südwesten.

## Geschichte
Auf dem Messtischblatt Nr. 6222 „Nassig“ von 1881 war der Ort als Säge mit vier Gebäuden verzeichnet. Der Wohnplatz Sägmühlen kam als Teil der ehemals selbständigen Gemeinde Boxtal am 1. Januar 1972 zur Stadt Freudenberg.

## Verkehr
Der Wohnplatz Sägmühlen ist aus nördlicher und südlicher Richtung über die K 2879 (Mühltalstraße) zu erreichen.